# Ymittos
Ymittos är en del av en befolkad plats i Grekland.   Den ligger i prefekturen Nomarchía Athínas och regionen Attika, i den sydöstra delen av landet, i huvudstaden Aten. Ymittos ligger 120 meter över havet och antalet invånare är 11 000.
Terrängen runt Ymittos är kuperad österut, men västerut är den platt. Terrängen runt Ymittos sluttar västerut.Runt Ymittos är det mycket tätbefolkat, med 6 472 invånare per kvadratkilometer. Närmaste större samhälle är Aten, 4,1 km nordväst om Ymittos. Runt Ymittos är det i huvudsak tätbebyggt.